# Sociologia fiscal
La sociologia fiscal és la branca de la sociologia que investiga la societat humana basant-se en l'estudi de l'hisenda pública. És definida com la "disciplina que estudia el problema de l'Hisenda pública en termes de relacions socials i de deferències entre cultures, mitjançant l'anàlisi empíric i històric de les institucions i dels sistemes de creences i valors dels ciutadans".